# Ritualmesser
Ritualmesser dienen als Messer keinem alltäglichen Gebrauch, sondern rituellen oder repräsentativen Zwecken. Sie haben oft eine tiefe symbolische oder kulturelle Bedeutung und werden in religiösen Zeremonien, spirituellen Praktiken oder als Statussymbole verwendet. In der alten ägyptischen Kultur wurden Ritualdolche mit Griffen aus Elfenbein oder Gold bei königlichen Zeremonien eingesetzt. Einige Exemplare wurden in Pharaongräbern gefunden, wie das Messer aus Tutanchamuns Grab, das möglicherweise aus Meteoritmetall gefertigt wurde.

## Symbolik
Ritualmesser symbolisieren oft Macht, spirituelle Reinheit oder die Fähigkeit, zwischen den Welten zu vermitteln. Ihre Verwendung und Gestaltung variieren stark, spiegeln aber häufig den Glauben und die Werte der Gesellschaft wider, in der sie entstanden sind. Teilweise wurde Ritualmessern zugesprochen, sie würden eine Verbindung zwischen der irdischen Welt und den Göttern herstellen können.

## Beispiele
- Der Tumi ist ein breites, aus Kupfer oder anderen Metallen gefertigtes altperuanisches Ritualmesser. Es stammt aus der Zeit der Moche- und Inka-Kulturen und wurde hauptsächlich bei religiösen Zeremonien verwendet, etwa für Tieropfer. Der Tumi ist heute ein Nationalsymbol Perus und steht für die reichhaltige Geschichte und Handwerkskunst des Landes.[3] Der Tumi wurde dabei oftmals auch mit Edelsteinen verziert.[4]
- Die Athame ist ein ritueller Dolch des Wicca-Kults, häufig mit einer schwarzen Griffschale und einer zweischneidigen Klinge. Sie wird bei magischen Ritualen genutzt, um Energien zu lenken oder symbolische Kreise zu ziehen. Der Athame wird oft als Werkzeug gesehen, das die Verbindung zwischen Geist und Materie symbolisiert.[5]
- Der Phurba, auch Dämonendolch genannt, stammt aus dem Tibet und wird traditionell aus Meteoriteisen oder anderen Metallen gefertigt. Er hat eine dreikantige Klinge und wird in der Vajrayana-Buddhismus-Tradition verwendet, um negative Energien oder böse Geister symbolisch zu durchtrennen. Der Phurba wird oft mit rituellen Mantras kombiniert, um spirituelle Reinigung und Schutz zu bewirken.[6]
- Das Kris ist ein zeremonieller Dolch aus Südostasien, der besonders in Indonesien, Malaysia und Brunei geschätzt wird. Mit seiner wellenförmigen Klinge und aufwändigen Gravuren wird der Kris oft bei Initiationsriten und Hochzeiten verwendet.